# 蒙索莱勒
蒙索莱勒（法語：Monceau-lès-Leups，法語發音：[mɔ̃so lɛ lø]）是法国上法蘭西大區埃纳省的一个市镇，属于拉昂区。

## 地理
蒙索莱勒（49°40'15"N, 3°29'30"E）面积13.3 平方千米，位于法国上法蘭西大區埃纳省，该省份为法国北部内陆省份，北起北部省，西接索姆省和瓦兹省，东临阿登省和马恩省，西南至塞纳-马恩省，东北部与比利时接壤。
与蒙索莱勒接壤的市镇（或旧市镇、城区）包括：库尔布、库夫龙和欧芒库尔、努维永和卡蒂永、勒米、韦尔西尼。
蒙索莱勒的时区为UTC+01:00、UTC+02:00（夏令时）。

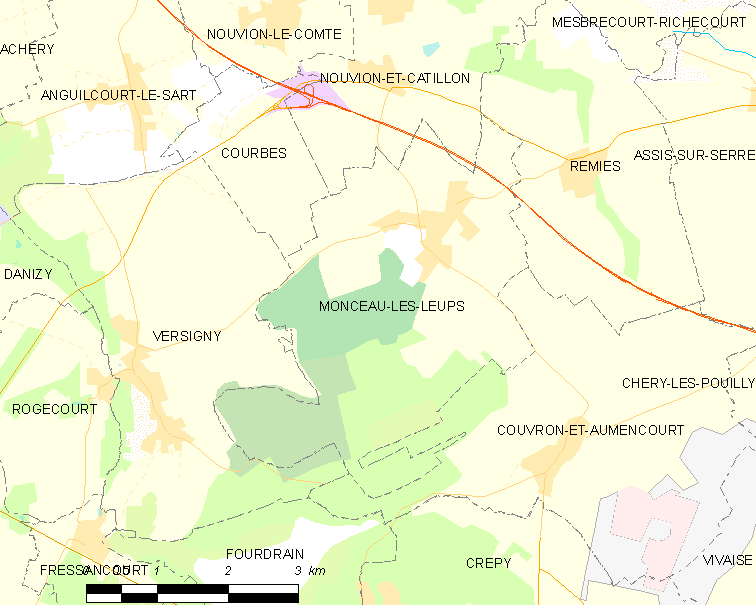
蒙索莱勒的OSM定位图

## 行政
蒙索莱勒的邮政编码为02270，INSEE市镇编码为02492。

## 政治
蒙索莱勒所属的省级选区为泰爾尼耶縣。

## 人口

1962-2008年间蒙索莱勒人口变化图示

蒙索莱勒于2022年1月1日时的人口数量为434人。